# Jupp Derwall
Josef «Jupp» Derwall (Würselen, Provincia del Rin, 10 de marzo de 1927 - Sankt Ingbert, Sarre, 26 de junio de 2007) fue un jugador y entrenador alemán de fútbol.
Fue el seleccionador nacional de Alemania entre 1978 y 1984, ganando la Eurocopa de 1980 y llegando a la final de la Copa del mundo de 1982.

## Carrera deportiva como jugador
Comenzó su carrera futbolística en 1938 jugando como centrocampista y delantero con el Rhenania Würselen. Derwall jugó después para el Alemannia Aquisgrán y Fortuna Düsseldorf en la División Oeste de la liga alemana durante 5 temporadas. Con el Alemannia Aquisgrán llegó a la final de la Copa de Alemania en 1953, donde anotó un gol en la derrota 1-2 contra el Rot-Weiss Essen. Cinco años más tarde llegó a la final de la copa con el Düsseldorf, que perdió 3-4 contra el VfB Stuttgart. En 1954 fue convocado dos veces para jugar con la Selección de fútbol de Alemania pero no fue convocado cuando Alemania ganó la Copa Mundial de 1954.

## Carrera deportiva como entrenador
Después de retirarse como jugador, Derwall comenzó como entrenador con los conjuntos suizos del FC Biel-Bienne (1959–1961) y FC Schaffhausen (1961–1962). Años después ya en Alemania consiguió llevar al Fortuna Düsseldorf a la final de copa en 1962, perdiendo contra el F. C. Núremberg en la prórroga. 
En 1970, fue nombrado sucesor de Udo Lattek como entrenador asistente del equipo nacional alemán bajo el legendario Helmut Schön. Derwall sirvió como asistente de Schön hasta después de la Copa del mundo de 1978. Cuando se retiró Schön, también teniendo en cuenta los logros obtenidos en el torneo, Derwall fue elegido para ocupar su lugar como seleccionador nacional de Alemania. Sus principales rivales para esta cita fueron su compañero de equipo Erich Ribbeck y Helmut Benthaus.

## Seleccionador Nacional de Alemania
El primer torneo importante del Derwall fue la Eurocopa de 1980 en Italia en el que se proclamaron campeones.
Dos años después en el Mundial de España de 1982 llevó al equipo a la final cayendo derrotados 3 – 1 frente a Italia. En 1984 fue obligado a renunciar a su cargo, siendo reemplazado por Franz Beckenbauer.

## Última etapa en Turquía
Derwall había rechazado varias ofertas de trabajo en la Bundesliga a cambio de entrenar al club turco Galatasaray. Su permanencia en el Galatasaray hasta 1987 se recuerda por haber ayudador a su club a convertirse en campeones de la liga por primera vez desde 1973

## Problemas de salud y muerte
Derwall murió después de un ataque al corazón en Sankt Ingbert el 26 de junio de 2007. Anteriormente en 1991 ya había sufrido otro ataque al corazón.
Tras su muerte el Galatasaray dio su nombre a su campo de entrenamiento.